# Gaultheria atjehensis
Gaultheria atjehensis är en ljungväxtart som beskrevs av J. J. Smith. Gaultheria atjehensis ingår i släktet Gaultheria och familjen ljungväxter. Inga underarter finns listade i Catalogue of Life.